# 지오바니 레이나
지오바니 알레한드로 레이나(Giovanni Alejandro Reyna, 2002년 11월 13일 ~ )는 독일 분데스리가의 보루시아 도르트문트에서 미드필더로 활약 중인 잉글랜드 태생 포르투갈계 미국인 축구 선수로 2020년부터 현재까지 미국 축구 국가대표팀의 일원으로도 활약하고 있으며 미국 축구의 전설 클라우디오 레이나 전 오스틴 FC 스포팅 디렉터의 아들로도 유명하다.

## 클럽 경력
2020년 1월 18일 FC 아우크스부르크와의 경기에서 교체출전하며 분데스리가에 데뷔했다. 이때 그의 나이는 17세 66일이었으며 크리스티안 풀리시치를 제치고 분데스리가에 데뷔한 최연소 미국 선수가 되었다.
2020년 10월 3일 SC 프라이부르크와의 경기에서 홀로 3도움을 기록했으며 팀은 4-0 대승을 거두었다.

## 수상

### 클럽
보루시아 도르트문트
- 독일 분데스리가 : 준우승 (2019-20, 2021-22, 2022-23), 3위 (2020-21)
- DFB-포칼 : 우승 (2020-21)
- DFL-슈퍼컵 : 준우승 (2020, 2021)

### 국가대표팀
미국 U-17
- CONCACAF U-17 챔피언십 : 준우승 (2017)

 미국
- CONCACAF 네이션스리그 : 우승 (2021, 2023)

## 클럽 통계
2020년 9월 30일  기준
| 클럽                | 시즌      | 리그       | 리그 | 리그 | 국내컵 | 국내컵 | 대륙컵 | 대륙컵 | 기타 | 기타 | 합계 | 합계 |
| 클럽                | 시즌      | 디비전     | 경기 | 득점 | 경기   | 득점   | 경기   | 득점   | 경기 | 득점 | 경기 | 득점 |
| ------------------- | --------- | ---------- | ---- | ---- | ------ | ------ | ------ | ------ | ---- | ---- | ---- | ---- |
| 보루시아 도르트문트 | 2019-20   | 분데스리가 | 15   | 0    | 1      | 1      | 2      | 0      | 0    | 0    | 18   | 1    |
| 보루시아 도르트문트 | 2020-21   | 분데스리가 | 2    | 1    | 1      | 1      | 0      | 0      | 1    | 0    | 4    | 2    |
| 경력 통산           | 경력 통산 | 경력 통산  | 17   | 1    | 2      | 2      | 2      | 0      | 1    | 0    | 22   | 3    |

참고
1. ↑  UEFA 챔피언스리그 출전
2. ↑  DFL-슈퍼컵 출전